# لويزا ستيوارت
كانت السيدة لويزا ستيوارت (12 أغسطس 1757 - 4 أغسطس 1851) كاتبة بريطانية اشتهرت بأعمالها في القرنين الثامن عشر والتاسع عشر. امتدت حياتها الطويلة نحو 94 عامًا.

## عملها
خوفًا من فقدان مكانتها الاجتماعية بكونها سيدة أرستقراطية، لم يكن لستيوارت رغبة في رؤية أي مما تكتبه منشورًا باسمها، ولم يحدث هذا إلا في 1895، بعد أكثر من أربعين عامًا على وفاتها. شمل كتاب لوكهارت حياة سكوت (1837-1838) على العديد من رسائل السير والتر سكوت إلى ستيوارت. في رسالة إلى ناشره روبرت كاديل، كتب سكوت «أرجو أن تكون قد تلقيت الأوراق المطبوعة الخاصة بالسيدة لويزا ستيوارت، ولكن لا تذكر اسمها طوال حياتك».
لا تزال الكثير من كتابات ستيوارت في شكل مذكرات ورسائل غير منشورة، موجهة في الغالب إلى النساء، لكن الاهتمام بها باعتبارها ناظرة لعصرها بدأ يتزايد نحو نهاية القرن التاسع عشر. بين عامي 1895 و1898، حررت السيدة غودفري كلارك ونشرت ثلاث مجلدات من أعمال ستيوارت بعنوان مقتطفات من ملف قديم (مراسلات السيدة لويزا ستيوارت)، وتبعه السيد جيمس إيه. هوم بكتاب السيدة لويزا ستيوارت: مختارات من مخطوطاتها (نيويورك ولندن: هاربر براذرز، 1899) وبمجلدين من رسائل السيدة لويزا ستيوارت إلى الآنسة لويزا كلينتون، نُشرا في إدنبرة في 1901 و1903.
تصور مذكرات ستيوارت عن السيدة ماري كوك، التي كتبتها عام 1827، بأنها امرأة فاضلة تعاني من زوج قاس، ولكنها أيضًا ذات طبع يميل إلى المأساوية يعرضها لجنون الارتياب. تركز مقالتها قصص من سيرة حياة السيدة إم. دبليو. مونتاغو (التي نُشرت بدون اسم لتكون مقدمة طبعة عام 1837 من رسائل وأعمال للسيدة ماري ورتلي مونتاغو) إلى حد كبير على عمل زوج السيدة ماري إدوارد ورتلي مونتاغو ومكانته السياسية، مما منح ستيوارت الفرصة للتعبير عن آرائها الخاصة حول ورتلي مونتاغو، ووالبول، وهارلي، وهاليفاكس، وحزب الأحرار والتوريز (المحافظين) بشكل عام، مظهرة ولائها لجانب التوريز. تعتبر ديفوني لوزر أن ستيوارت (التي تسميها «الثمانينية المتمسكة بالأعراف الاجتماعية») كانت منزعجة من تركيز جدتها على المؤامرات الجنسية وتقول إن ستيوارت لم تعتبر ما كتبته السيدة ماري تحت عنوان رواية عن بلاط جورج الأول عند توليه العرش على أنها وثيقة تاريخية.
وباطلاعها على شعر والتر سكوت وألكسندر بوب وسامويل جونسون، كتبت ستيوارت أبياتًا شعرية خاصة بها، بما فيها حكايات رمزية وقصائد غنائية عن الإخوة آكلي لحوم البشر وما يحدث لامرأة غير محظوظة تزوجت من أجل المال.
لم تنضم ستيوارت بالضرورة إلى جمعية الجوارب الزرقاء، ففي حين أن كتاباتها تتسم بقدر من الفكاهة الكيدية، لكنها لم تعكس الاحترام المتفق عليه في تلك الدائرة. عبرت عن ازدراء شديد من عادة إليزابيث مونتاغو في دعوة أشخاص من أصول متواضعة من خارج دائرتهن الاجتماعية، وكانت تسخر من «عباقرة الكلية الذين لا يحملون في جيوبهم سوى كتاب». كتبت «الاجتماعات الوحيدة التي حضرتها بنفسي كانت في منزل السيدة والسينغهام والسيدة مونتاغو. ومع ذلك، فإن التردد إلى اجتماعات الأخيرة كان نهلًا من المنبع».
تصف جيل روبنشتاين ستيوارت بأنها «محافظة حتى النخاع، ولم تتغاض أبدًا عن الألم الذي لحق بوالدها بسبب الهجمات الشخصية الوقحة التي شنها ويلكس وغيره»، وتقارن سياساتها بسياسات السير والتر سكوت، «المحافظة المستقيمة ذات المبادئ».
في قاموس أكسفورد للسير الوطنية، أشاد البروفيسور كارل ميلر «بالنماذج الكتابية الرائعة» التي كتبتها ستيوارت. تحدث عن تناقضاتها كذلك. ففيما يتعلق بمسألة تحرير المرأة، كانت مؤيدة ومعارضة في الوقت نفسه، وفي حين كانت تؤيد النظام القديم في السياسة وكانت تنفر من الغوغاء، إلا أنها كانت معجبة أيضًا «بالقيمة الإنسانية الحقيقية». ويصف ميلر ستيوارت بقوله: «رغم أنها لم تحقق شهرة واسعة، لكنها كاتبة موهوبة وليست أقل أهمية بأي حال من الأحوال، من الكتاب الجيدين المعاصرين لها».